# Alloniscus oahuensis
Alloniscus oahuensis är en kräftdjursart som beskrevs av Gustav Budde-Lund 1885. Alloniscus oahuensis ingår i släktet Alloniscus och familjen Alloniscidae. Inga underarter finns listade i Catalogue of Life.